# Nikolaï Krouglov (biathlon, 1950)
Pour les articles homonymes, voir Nikolaï Krouglov et Krouglov.
Nikolaï Konstantinovitch Krouglov (en russe : Николай Константинович Круглов ; né le 31 janvier 1950 à Nijni Novgorod) est un biathlète soviétique. Il est l'un des meilleurs biathlètes de la fin des années 1970, remportant notamment les titres olympiques de l'individuel et du relais en 1976, un an après son titre de champion du monde de sprint. Il devient entraîneur après sa carrière sportive.
Son fils, Nikolaï est aussi un champion de biathlon.

## Biographie
Né dans la région de Nijni Novgorod, il observe la perte de ses parents a cinq et onze ans et commence la pratique du ski de fond au club de Nijni Novgorod, puis du biathlon après son entrée dans l'armée.
En 1973, il est champion d'URSS en relais. Un an plus tard, il est sélectionné pour ses premiers championnats du monde, où après notamment une sixième place au sprint, il remporte le titre sur le relais en compagnie d'Alexander Ushakov, Alexandre Tikhonov et Yuri Kolmakov. Aux Championnats du monde 1975, il est sur le podium des trois courses : en argent en relais et à l'individuel derrière le Finlandais Heikki Ikola et l'or sur le sprint pour devenir le premier champion Soviétique de cette discipline devant Alexander Yelizarov.
Aux Jeux olympiques d'hiver de 1976, il enregistre son unique participation à cet événement, mais rentabilise sa présence en devenant champion olympique de l'individuel malgré deux erreurs avec plus d'une minute et trente secondes d'avance devant Ikola et Yelizarov. Sur le relais, il prend aussi l'or avec Yelizarov, Tikhonov et Ivan Byakov. Aux Championnats du monde 1976, où seulement le sprint est disputé, il confirme la main mise de l'URSS en biathlon en terminant troisième derrière ses compatriotes Tikhonov et Yelizarov.
Aux Championnats du monde 1977 à Vingrom, il glane sa dernière médaille individuelle sur le sprint, en argent, étant dominé encore par Tikhonov.
En 1978, il échoue à remporter la moindre médaille aux mondiaux et en 1979, il conclut son palmarès par une médaille de bronze au relais. Il prend sa retraite sportive à l'issue de cette saison.
En 1978, il prend part à la première édition de la Coupe du monde, compétition dans laquelle il monte sur trois podiums, dont une fois sur la plus haute marche en mars 1978 à l'individuel de Mourmansk.
Il devient entraîneur de biathlon après sa carrière sportive.

## Palmarès

### Jeux olympiques d'hiver
| Épreuve / Édition | Individuel                     | Relais                         |
| ----------------- | ------------------------------ | ------------------------------ |
| JO 1976 Innsbruck | Médaille d'or, Jeux olympiques | Médaille d'or, Jeux olympiques |

 Médaille d'or

### Championnats du monde
| Épreuve    | 1974 à Minsk                  | 1975 à Anterselva                 | 1976 à Anterselva                  | 1977 à Vingrom                    | 1978 à Hochfilzen | 1979 à Ruhpolding                  |
| ---------- | ----------------------------- | --------------------------------- | ---------------------------------- | --------------------------------- | ----------------- | ---------------------------------- |
| Individuel | 17e                           | Médaille d'argent, Coupe du Monde | JO Innsbruck                       | 6e                                | 5e                | 17e                                |
| Sprint     | 6e                            | Médaille d'or, Coupe du Monde     | Médaille de bronze, Coupe du Monde | Médaille d'argent, Coupe du Monde | 22e               | 14e                                |
| Relais     | Médaille d'or, Coupe du Monde | Médaille d'argent, Coupe du Monde | JO Innsbruck                       | Médaille d'or, Coupe du Monde     | 4e                | Médaille de bronze, Coupe du Monde |

Légende :
- : épreuve pas au programme

### Coupe du monde
- Meilleur classement général : 5e en 1978.
- 3 podiums individuels, dont1 victoire.

#### Détail de la victoire
| Saison    | Date         | Lieu      | Discipline       |
| --------- | ------------ | --------- | ---------------- |
| 1977–1978 | 25 mars 1978 | Mourmansk | 20 km individuel |

### National
- Champion d'URSS de sprint en 1974.

## Distinctions
- Ordre de l'Insigne d'honneur
- Honoured Coach of Russia[1]
- Maître émérite du sport de l'URSS